# SUNSHINE (pool bit boysの曲)
「SUNSHINE」（サンシャイン）は1998年1月28日にリリースされたpool bit boysの2ndシングル。発売元はavex tune。

## 概要
テレビ朝日系ドラマ『スマートモンスターズ』主題歌とブルボン「アイスミント」のCMソングに使用され、初のダブルタイアップとなった。
本作よりギターのDANがラップを担当。間奏で聴くことが出来る。
ギタリストの是永巧一が参加。

## チャート成績
累計売上は6.0万枚を記録。
オリコンチャート20位を獲得した。

## 収録曲
全曲　作詞：井上秋緒　作曲・編曲：浅倉大介
1. SUNSHINE (ORIGINAL MIX)
2. SUNSHINE(EXTENDED MIX)
3. SUNSHINE（INSTRUMENTAL）